# Odontesthes incisa
Odontesthes incisa is een  straalvinnige vissensoort uit de familie van koornaarvissen (Atherinidae). De wetenschappelijke naam van de soort is voor het eerst geldig gepubliceerd in 1841 door Jenyns.
De soort staat op de Rode Lijst van de IUCN als niet bedreigd, beoordelingsjaar 2009.